# Ruta Provincial 27 (Buenos Aires)
La Ruta Provincial 27 es un camino pavimentado de 29 km que se desarrolla en el ámbito urbano dentro del Gran Buenos Aires, en el noreste de la Provincia de Buenos Aires, Argentina.
En el extremo norte de su recorrido se encuentran gran cantidad de barrios cerrados y countries, y una de las entradas de Nordelta, una ciudad cerrada declarada localidad por el Concejo Deliberante del partido de Tigre en el año 2003.
Al sur del Canal San Fernando, límite entre los partidos de Tigre y San Fernando, esta ruta lleva el nombre de Avenida del Libertador. Debido al gran caudal de tránsito y que en algunas zonas, como en las ciudades de San Isidro y San Fernando la ruta no se ensanchó, la avenida posee mano única con sentido hacia el norte. En gran parte del partido de Vicente López desde 1998 hasta 2006 los carriles centrales fueron reversibles para poder absorber el mayor flujo vehicular en horas pico.
Hasta 1979 el tramo de la RP27 que se corresponde con la Av del Libertador se denominaba Ruta Nacional 195

## Localidades
Las localidades que atraviesa esta ruta de sur a norte son:
- Partido de Vicente López: Vicente López, Olivos y La Lucila.
- Partido de San Isidro: Martínez, Acassuso, San Isidro y Béccar.
- Partido de San Fernando: Victoria y San Fernando.
- Partido de Tigre: Tigre, Rincón de Milberg, Nordelta y Benavídez.

## Nomenclatura municipal
Debido a que esta carretera discurre por zonas urbanas, los diferentes municipios dieron nombres a esta ruta:
- Partido de Vicente López: Avenida del Libertador.
- Partido de San Isidro: Avenida del Libertador.
- Partido de San Fernando: Avenida del Libertador.
- Partido de Tigre: Alte. Brown (Ruta Nac. 197), Cazón, Paso, Av. Dardo Rocha, 25 de Mayo, Av. Sta. María de Las Conchas, Agustín García, Diego Palma, Av. Benavidez.